# 르제프 전투

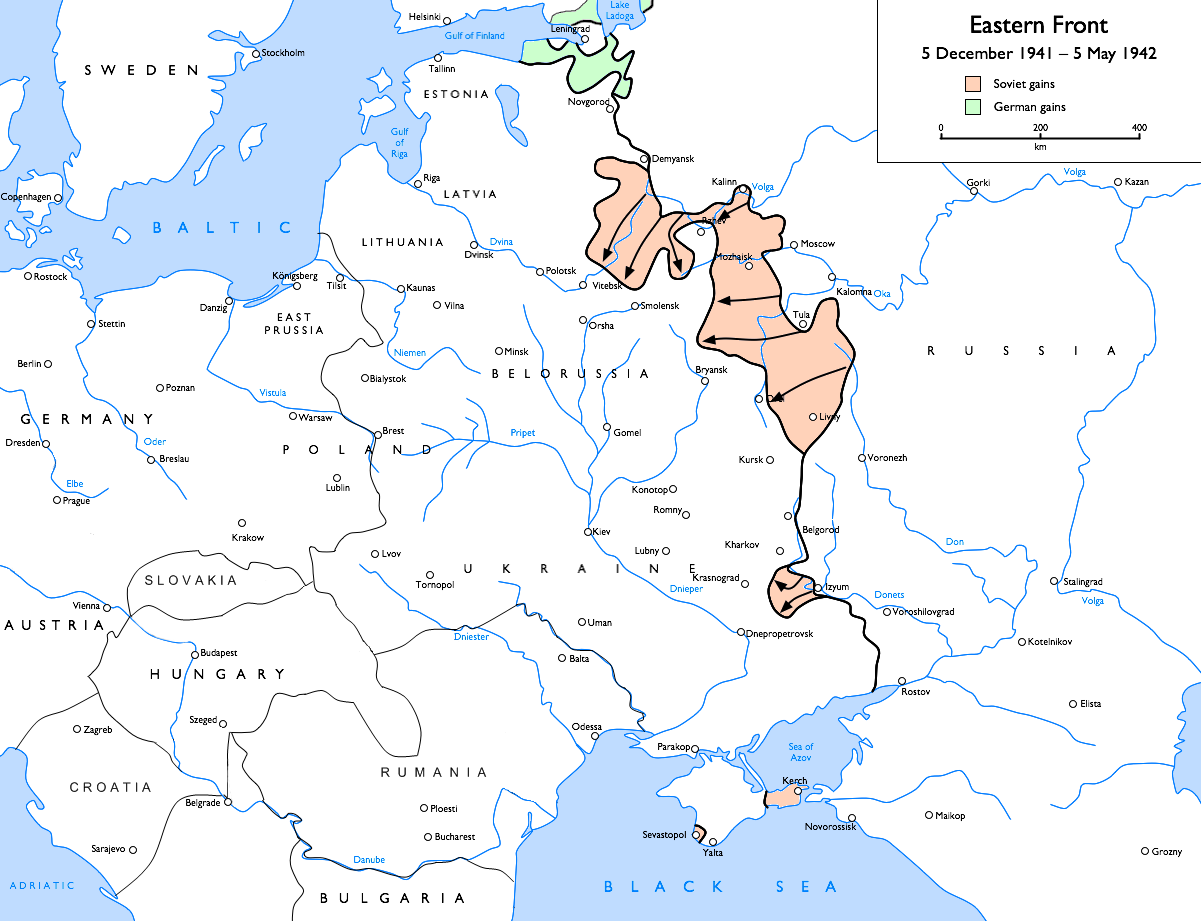
1941 ~ 1942년 겨울 르제프 돌출부의 형성

르제프 전투(Battle of Rzhev)는 1942년 1월 소비에트 연방의 수도 모스크바 근방에서 발생한 나치 독일과 소련 간의 전투이다. 1941년 9월 30일 독일군은 모스크바 점령을 위한 총공세인 태풍 작전을 감행했지만 가을에 땅이 늪으로 변해버리는 라스푸티차 현상과 겨울에는 영하 40도에 달한 혹한을 이용한 소련군의 성공적인 방어작전으로 12월 말 독일군의 공세가 돈좌되고 전력을 보충한 소련군의 반격이 개시된다. 소련군은 동계 반격 작전의 일환으로서 모스크바 외곽을 향해 돌출해 있는 독일군 전선인 르제프 돌출부를 제거하기 위한 시도를 하였으나 막심한 피해를 입고 실패했다. 르제프 돌출부는 1943년 초 독일군이 전선을 축소하기 위해 물러날 때까지 모스크바를 위협하는 중요한 교두보가 되었다.
소련 및 현대 러시아 공식 전사에서는 르제프 전투를 다음과 같이 구별하고 있다.
- 르제프-뱌지마 공세(1942년 1월 8일 ~ 4월 20일) : 칼리닌 전선, 서부 전선, 브랸스크 전선, 북서부 전선
  - 시요브스크-뱌지마 공세(1942년 1월 8일 ~ 4월 20일) : 칼라닌 전선
  - 모자이스크-뱌지마 공세(목성 작전, 1월 10일 ~ 2월 28일) : 서부 전선
  - 토르페츠-홀름 공세(1월 9일 ~ 2월 6일) : 1월 22일부터 북서부 전선과 칼라닌 전선 재공세
  - 뱌지마 공수 작전(하노버 작전, 1월 18일 ~ 2월 28일) : 서부 전선
  - 르제프 작전(3월 3일 ~ 4월 20일)

- 자이들리츠 작전과 벨리, 홀름 방어전(7월 2일 ~ 7월 23일) : 독일 제9군의 벨리, 홀름 돌출부 제거 및 소련 제39군과 소련 제11전차군단 궤멸

- 제1차 르제프-시요브카 공세(7월 30일 ~ 8월 23일, 또는 9월 30일 또는 10월 1일) : 칼리닌 전선, 서부 전선

- 제2차 르제프-시요브카 공세(화성 작전, 11월 25일 ~ 12월 20일) : 칼라닌 전선, 서부 전선
  - 벨라키예-루키 공세(11월 24일 ~ 12월 20일) : 칼라닌 전선의 소련 제3충격군

- 제3차 르제프-시요브카 공세(1943년 3월 2일 ~ 3월 31일) : 칼라닌 전선, 서부 전선과 동시에 브랸스크 전선 남쪽 측면에 대한 공세, 이로써 독일군이 후퇴함

## 발단
1941년 6월 22일 독일의 바르바로사 작전을 기점으로 시작된 독소전쟁은 초반, 제병협동을 능수능란하게 구사하는 독일군의 전격전에 밀려 대규모 소련군이 포위섬멸 당하며 계속 밀려나는 형세였다. 하지만, 소련의 라스푸티차와 혹독한 추위는 독일군의 진격 속도를 늦추었고, 수도였던 모스크바를 엄청난 희생을 감수하면서 수비에 성공한 소련은 패전을 면할 수 있었고, 이후 독일군이 전열을 가다듬는 6개월 동안 전선은 교착되었다. 하지만, 스탈린은 모스크바에서의 승리에 고취되어 무리한 추격전을 계획하였고, 철수하고 있는 독일군을 추격해서 섬멸하라는 명령을 하달했다. 이에 따라 북에서 남으로 배치된 소련의 북서전선군, 칼라닌 전선군, 서부전선군, 브리얀스크 전선군 등 200만 명 이상의 병력과 대규모 장비들이 이번 반격에 투입되었다. 이 전력 모두 모스크바 방어전을 치르고 난 직후의 병력들이었다. 대강의 준비를 마친 소련군은 1942년 1월 8일 공세를 시작한다.

## 경과

### 르제프 돌출부의 형성
당시 소련군이 지칠 대로 지쳐 있던 만큼 독일군도 지쳐 있었다. 또한, 독일군은 피해를 수습하고 있었고, 심지어 부대 재편이 제대로 이루어지지도 않았다. 이러한 상황 속에서 소련의 칼라닌 전선군은 선공을 시작했고, 볼가 강을 건너 브야즈마를 목표로 남진했다. 그 다음 날에는 서부전선군이 모자이스크로 전진했다. 이 후로 북서전선군과 브리얀스크 전선군도 속속 전진을 시작했다. 독일의 지휘부는 어느 정도의 전선 소강을 예측했고, 소련의 이러한 공세에 놀랐다. 독일군은 소련의 공세에 후퇴했기에 부대 간 방어 구역의 재정립이 정확히 되지 않은 상황이었고, 소련의 공격이 연이어 이루어지자 전초가 곳곳이서 뚫리기 시작했다. 이러한 상황 속에서 칼라닌 전선군은 독일의 중부집단군과 북부집단군 사이로 돌파하여 무려 100 km를 남진하는 데 성공했다. 또한 서부전선군도 1월 20일에 모자이스크를 탈환하고 남진을 계속하고 있었다. 하지만, 모스크바 방어전의 여파 때문이었을까, 르제프를 향해 진격하던 칼라닌 전선군과 서부전선군은 독일 제9군의 격렬한 저항에 공세가 약해지기 시작했다. 이 두 전선군이 교착된 상황에서도 다른 전선군은 진격을 계속했기 때문에 르제프 지역만 돌출된 이상한 모습의 전선이 형성되게 된다.

### 르제프 전선의 교착화
소련은 스탈린의 의도대로 독일군을 모스크바에서 멀리 밀어붙이는 데에는 성공했다. 하지만, 심각한 타격을 입히지는 못했고, 모스크바 수비 후 바로 시작된 공세였던 터라 1월 말이 되자 소련군의 공세는 약화되었다. 이러한 상황 속에서 히틀러는 르제프 돌출부를 방어하고 있던 독일 제9군의 사령관으로 방어전의 귀재인 발터 모델을 선임했다. 모델은 현지에 부임한 뒤 얼마 안 있어서 소련군의 진격이 멈춘 이유를 정확하게 파악했고, 독일 군부의 우려와는 다르게 현지 사수가 가능하다고 판단할 수 있었다. 그는 르제프 사수를 위해 소련군의 예상 접근로에 강력한 진지를 구축하였고, 진지가 돌파 당하면 후방에 준비되어 있는 강력한 예비대를 투입하는 방식으로 방어를 진행했다. 소련 또한 혹한에 보급 문제가 심각한 수준으로 흘러가게 되면서 진지를 구축하고 대치하는 방법 말고는 뾰족한 수가 없었다. 결국 전선은 교착되었고, 교착된 전선은 1943년 5월까지 이어졌다.

### 독일의 반격
모델은 소련 칼리닌 전선군의 예하에 있던 제39군의 좌측면을 돌파했다. 이로 인해 제39군은 르제프 서쪽에 포위됐다. 동시에, 소련 서부전선군의 제33군도 유흐노프 동쪽에서 독일군에 의해 강타당했다. 결국 제33군은 독일에 의해 완전히 포위되었고, 주변의 도움을 받을 수 없었던 제33군은 그렇게 사라졌다. 제33군을 격멸하고 난 모델은 제39군 또한 섬멸할 계획인 ‘자이들리츠 작전’을 수립했다. 독일 제23군단이 북쪽을 견제하고, 독일 제2기갑사단의 별동대가 남쪽에서, 제56기갑군단이 남쪽으로 파고 들어가 소련의 제39군을 둘로 쪼개서 각개 섬멸하는 작전이었다. 마침내 1942년 7월 2일 독일군은 작전을 개시했다. 이 작전은 완전히 성공했고, 결국 소련의 제39군은 7월 12일 완전히 섬멸됐다.

### 재개된 소련의 공격
1942년 7월 말, 소련에도 폭염이 시작되면서 독소전쟁의 관심은 모두 스탈린그라드에 쏠렸다. 스탈린그라드가 독일의 최종 목표가 아니었음에도 어느 순간부터 히틀러와 스탈린의 자존심 싸움이 되면서 스탈린그라드에 많은 병력과 물자가 집중되었다. 따라서 스탈린그라드 이외의 전장에서는 정중동의 상태가 유지됐다. 즉, 상대적으로 관심도가 떨어졌다는 말이다. 르제프도 예외는 아니었다. 독일은 모델의 지시에 따라 방어선을 2중으로 촘촘하게 구축하면서 방어 태세로 전환하였다. 이러한 상황 속에서 소련의 스탈린은 독일이 모스크바를 공격을 재개한다면 르제프가 발판이 될 것이라고 판단하여, 르제프 돌출부를 제거하라고 독촉하기 시작했다. 이에 따라 칼라닌 전선군과 서부전선군은 마침내 1942년 7월 30일 공격을 개시한다. 공격 당일 칼리닌 전선군 소속 제30군은 독일의 전면 방어선을 돌파에 성공했지만, 강력한 예비대를 준비해 놓고 있던 독일은 소련군의 공세를 순차적으로 저지해 나가면서 소련군의 움직임을 둔화시켰다. 또한, 소련 제16근위사단, 제111, 379사단은 전진을 하다가 좌우 측면을 무방비로 노출했고, 독일은 반격을 개시한다. 칼리닌 전선군이 위험에 빠지자, 진흙 구덩이 덕에 공격 작전이 연기된 서부전선군이 칼리닌 전선군을 지원하기 위해 독일에 대한 공세를 시작했다. 소련의 충분한 준비 덕이었을까, 8월 5일이 되었을 쯤에 약 10 km를 진격한 소련군이었다. 당시 제9군을 이끌고 있던 모델이 7월 초에 총상을 입게 되면서 임시 사령관으로 피팅호프가 임명되는 등, OKH가 이 사태를 심각한 국면으로 받아들였을 만큼 상황은 소련에 유리하게 흘러갔다.

### 저지된 소련의 공세
소련의 성공적인 공세에 히틀러는 즉각적인 결단을 감행했다. 동부전선의 수히니치 돌출부 제거를 위해 준비해 놓았던 3개 기갑사단 포함 5개 사단을 르제프에 투입한 것이었다. 이 정예부대의 출현은 소련군에게 유리하게 흘러가던 국면을 완전히 새롭게 바꾸었다. 독일 제5기갑사단은 소련 제8, 6전차군단을, 독일 제2기갑사단은 소련 제20군을 막아내는 등 소련의 공세를 성공적으로 격퇴했다. 하지만, 르제프 전선을 총지휘한 소련의 게오르기 주코프는 공세를 확대하고자 했고, 추가 공격을 감행하였고 저지당한다. 또한, 독일의 모델이 다시 사령관으로 복귀하고, 본 작전의 총지휘관이 주코프에서 이반 코네프로 교체되는 등 소련에게 악재가 겹치게 된다. 코네프는 지휘권을 받자마자 소련 제29, 30, 31군에게 르제프를 포위하라는 명령을 하달했고, 돌격하는 족족 독일군의 반격에 저지당했다. 결국 2달 정도가 지난 10월 1일이 되자 코네프도 자신의 의도가 좌절되었음을 인정할 수밖에 없었고, 결국 르제프 돌출부 제거에 실패한다. 이 기간 동안 소련군은 약 20개 사단을 무장시킬 수 있는 장비를 손실하고 30만여 명의 사상자가 발생했고, 독일군에는 8만여 명의 사상자가 발생했다. 이후 전선은 또 다시 소강상태가 되었다.

### 화성 작전
당시 소련은 천왕성 작전을 통해 스탈린그라드에서 독일군을 몰아냈다. 이에 따라 주코프는 비슷한 개념으로 화성 작전을 계획해서 르제프 또한 점령하고자 했다. 화성 작전의 핵심은 교전을 최대한 줄여서 모은 압도적인 전력으로 독일의 취약한 방어선을 뚫는 것이었다. 이윽고 11월 중순이 되자 70만여 명의 소련 병력과 1500여 대의 소련 전차가 일제히 공격을 개시했다. 하지만, 몇 년에 걸쳐 전선이 형성된 터라 독일군의 진지는 난공불락의 요새가 되어 버린 지 오래였고, 결국 소련군은 다시 한 번 독일군의 방어에 무릎을 꿇는다. 주코프는 12월 20일 10만 명의 전사자와 40만여 명의 부상자를 입고 공격을 포기하기에 이른다.

### 독일의 철수
화성 작전이 소련의 참패로 끝이 나면서 독일은 르제프 돌출부 사수에 성공했다. 하지만, 독일은 스탈린그라드 전투 패배 후, 신속한 전력 복구가 어려워졌고 결국 전선을 조정함으로 전력 공백을 메워야만 했다. 그 결과 모델은 들소 작전으로 명명된 르제프에서의 철수 작전을 개시한다. 마침내 1943년 3월 1일 민간인과 부상병들을 시작으로 3주 동안 철수가 이어졌다. 발터 모델 장군이 철저하게 소련군을 기만했기에, 소련군이 독일군의 철수를 눈치 챈 시점에는 이미 너무 늦어버린 시점이었다. 결국 소련은 르제프 탈환에 성공하긴 했으나, 르제프에 남아있던 것은 다양한 종류의 지뢰밭 뿐이었다.

## 결과
모스크바 공방전이 끝난 다음 날인 1942년 1월 8일, 스탈린의 철수하는 독일군을 추격 섬멸하라는 명령에 따라 소련군이 공격을 개시한다. 하지만, 이미 지쳐 있던 소련군은 르제프 지역의 독일 제9군의 성공적인 방어에 막혀 더 이상 진격할 수 없었고, 그렇게 르제프 돌출부가 생기게 된다. 또한, 독일은 방어전의 귀재인 발터 모델을 제9군 사령관으로 임명하면서 전선은 교착되기 시작한다. 이 후 독일은 한 번의 공세를 통해 소련 제39군, 제33군을 섬멸하는 전과를 올렸고, 소련의 추가적인 두 번의 공세를 효과적으로 방어하면서 수십만의 병력을 섬멸한다. 하지만, 스탈린그라드에서 패배한 독일은 전력의 공백을 메우기 위해서 전선을 축소시켜야 했고, 르제프 돌출부에서 철수했다. 결과적으로 소련과 독일은 각각 230만여 명과 60만여 명의 인명 피해를 보았다. 비록 르제프를 탈환한 소련군이었지만, 수치적 통계로만 놓고 보았을 때에도 독일군에 대한 완전한 전술적 패배였다고 할 수 있다.

## 의의
독일군은 르제프에서의 철수를 성공적으로 실시하면서 독소전쟁에서의 전선을 500 km에서 200 km로 축소시키는데 기여할 수 있었다. 또한, 독일군이 20여 개의 사단을 예비대로 확보하는 데 기여했다. 마지막으로, 소련군에게 막대한 피해를 입히면서 소련군의 진격을 성공적으로 저지했다.
1. ↑  “르제프 전투 [1]”. 2019년 12월 3일에 확인함.
2. ↑  “르제프 전투 [1]”. 2019년 12월 3일에 확인함.
3. ↑  “르제프 전투 [2]”. 2019년 12월 3일에 확인함.
4. ↑  “르제프 전투 [3]”.
5. ↑  “르제프 전투 [4]”.
6. ↑  “르제프 전투 [5]”. 2019년 12월 3일에 확인함.
7. ↑  “르제프 전투 [6]”. 2019년 12월 3일에 확인함.
8. ↑  “르제프 전투 [6]”. 2019년 12월 3일에 확인함.